# Villeroy & Boch
 (mai 2014).
Villeroy & Boch (prononcé en français : /vilʁwa e bɔk/, prononcé en allemand : /ˌvɪləʁɔɪ ʔʊnt ˈbɔx/) est une entreprise industrielle franco-allemande d'origine lorraine de production céramique cotée à la Bourse de Francfort-sur-le-Main.

## Historique
Villeroy & Boch est créée en 1748 à Audun-le-Tiche, une localité alors barroise. Initialement fabricant et distributeur de poteries, l'entreprise a évolué vers de multiples produits céramiques pour le secteur privé et les grands chantiers.
Elle est dirigée sous forme de société anonyme depuis 1987 et cotée en bourse depuis 1990. Le chiffre d'affaires était de 715,3 millions d'euros en 2009, en recul de 14,9 % du fait de la récession. Les investissements en 2009 ont été de 20,7 millions d'euros en 2009 contre 26,7 millions d'euros en 2008.
En 2017, le groupe a enregistré 50 millions d'euros de gains.
Le 29 février 2024, Villeroy & Boch a conclu avec succès l'acquisition de toutes les sociétés opérationnelles du groupe Ideal Standard.

## Principaux actionnaires
Au 9 février 2020:
| Villeroy & Boch AG            | 12,0 % |
| Sparinvest                    | 2,90 % |
| Nordea Investment Management  | 1,69 % |
| Taaleri Varainhoito           | 1,28 % |
| Tweedy, Browne                | 1,22 % |
| Deka Investment               | 1,19 % |
| CI Investments                | 1,07 % |
| Dimensional Fund Advisors     | 1,06 % |
| DJE Kapital                   | 0,99 % |
| FIL Investments International | 0,82 % |

## Axes de développements
L'entreprise est actuellement divisée en deux secteurs : 
- Dining & Lifestyle, principalement les arts de la table, la vaisselle
- Salle de bains (appareils sanitaires) et wellness

Elle dispose d'un réseau de magasins en franchise pour distribuer ses produits. L'investissement est assez lourd car ce commerce  exige un magasin de 100 m2 très bien placé en centre-ville ou en centre commercial dans un secteur d'au moins 100 000 habitants. Hors magasin, l'investissement s'établit à environ 130 000 euros, stocks, aménagement, formation et droits d'entrée compris. Ce franchiseur demande 5 % du chiffre d'affaires de royalties et 5 % de redevance pour la communication. Villeroy & Boch insiste sur la participation de ses partenaires à la vie du réseau, avec la mise en place de commissions de dialogue et de réflexion. Et, si la marque est ancestrale, le marketing et la distribution font appel à des méthodes modernes. Ainsi, la gestion des stocks, les références des articles, le réassort sont entièrement informatisés. 

Exemples de la production passée
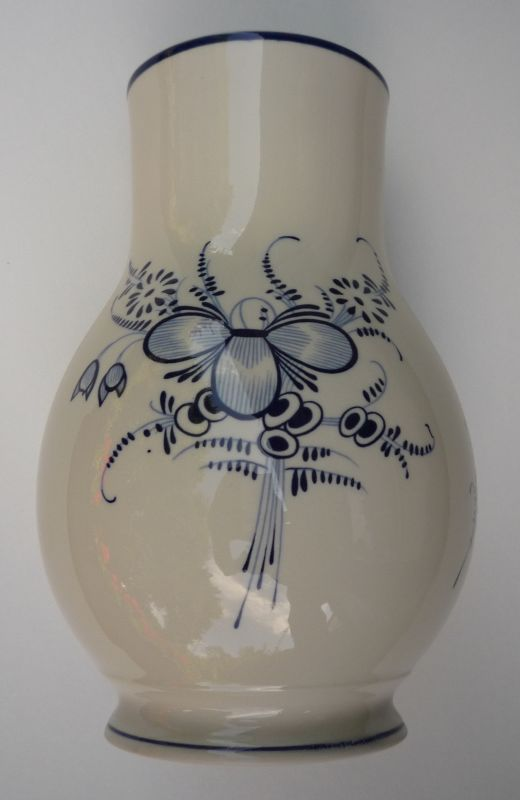
Vase décor « Vieux Luxembourg »
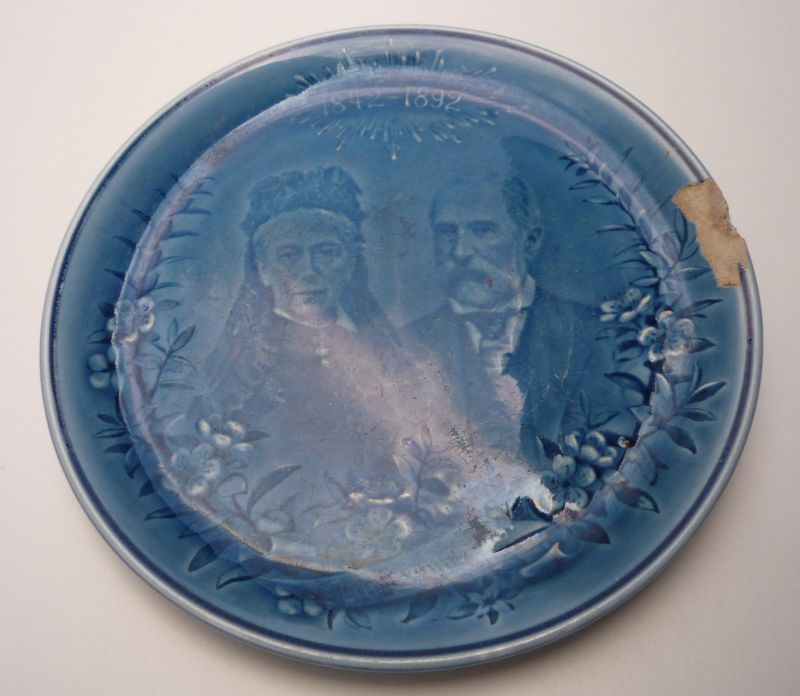
Assiette murale de souvenir des noces d'or d'Eugen von Boch et son épouse Oktavie en 1892
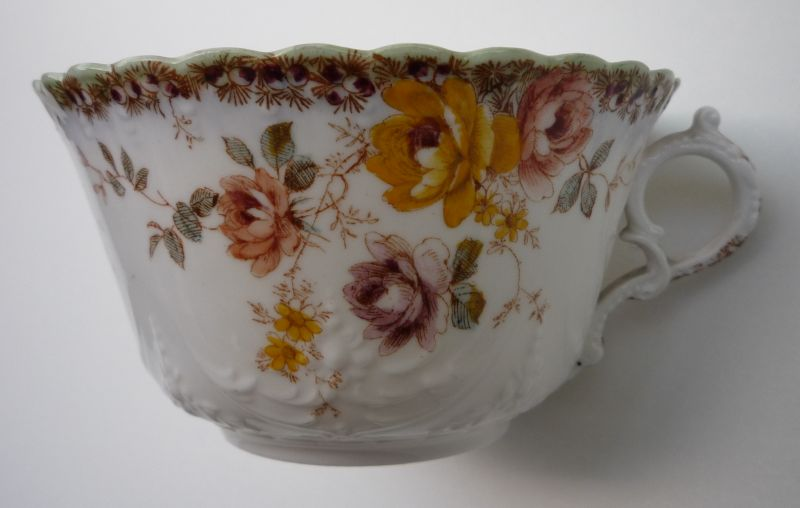
Tasse à thé fabriquée à Vaudrevange
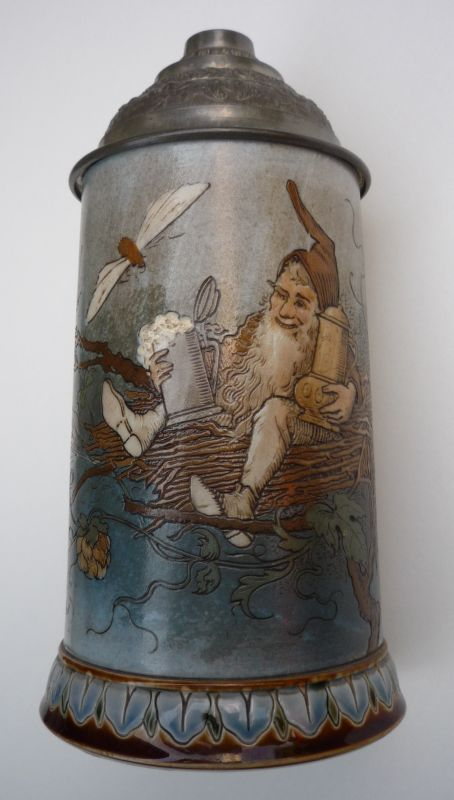
Cruche à couvercle en grès gravé (design: Heinrich Schlitt)
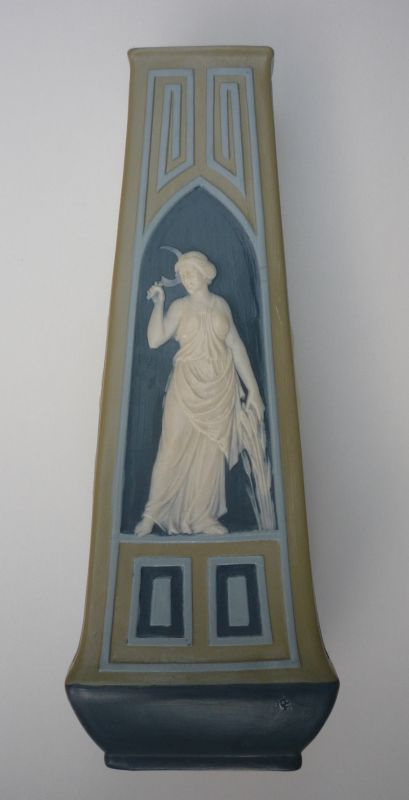
Vase en Phanolith
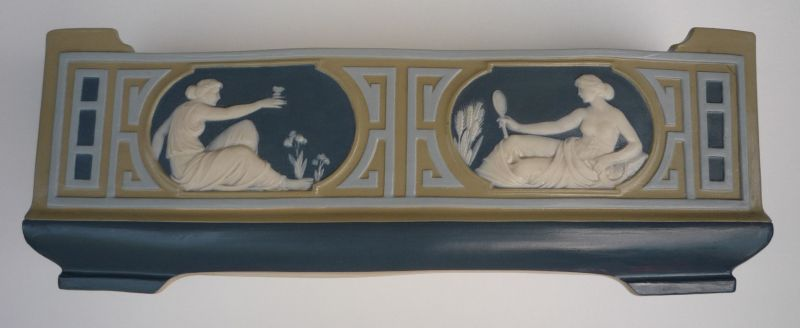
Jardinière en Phanolith
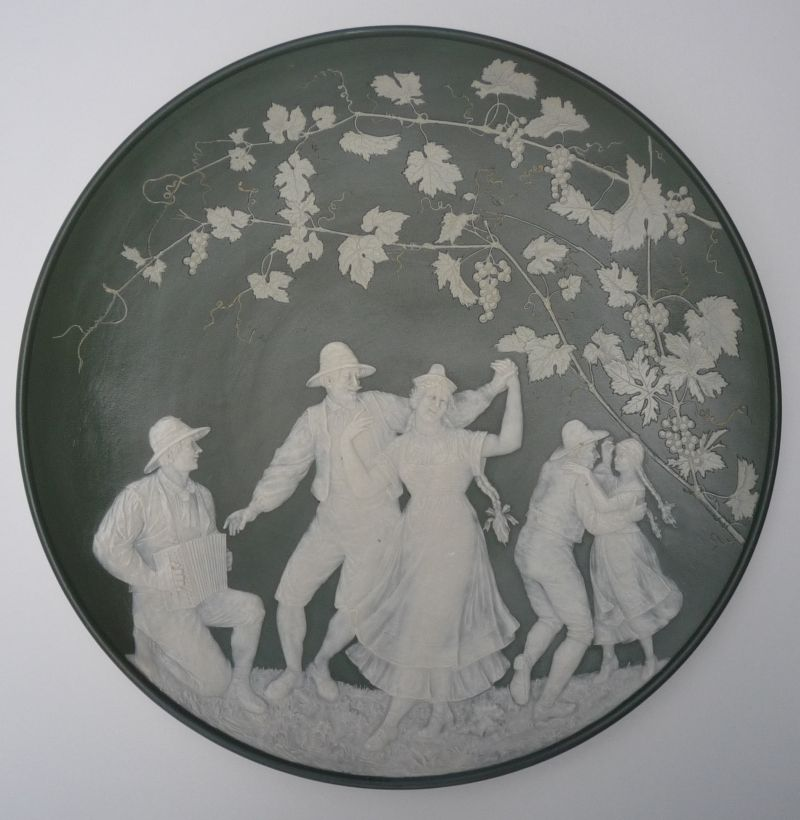
Assiette murale en Phanolith
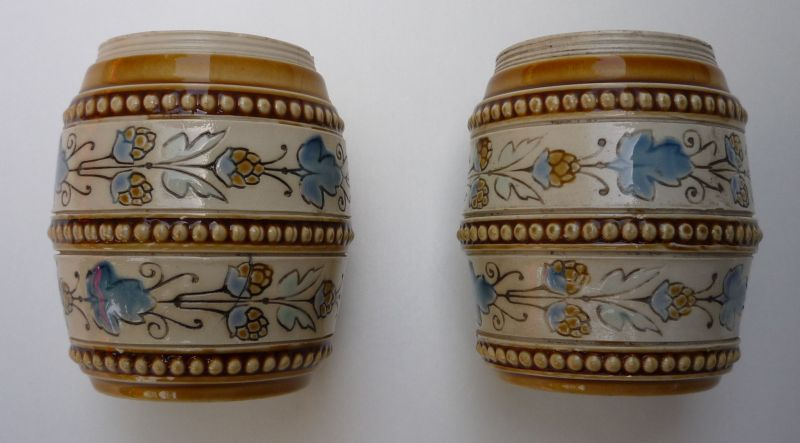
Boîtes à épices en grès gravé
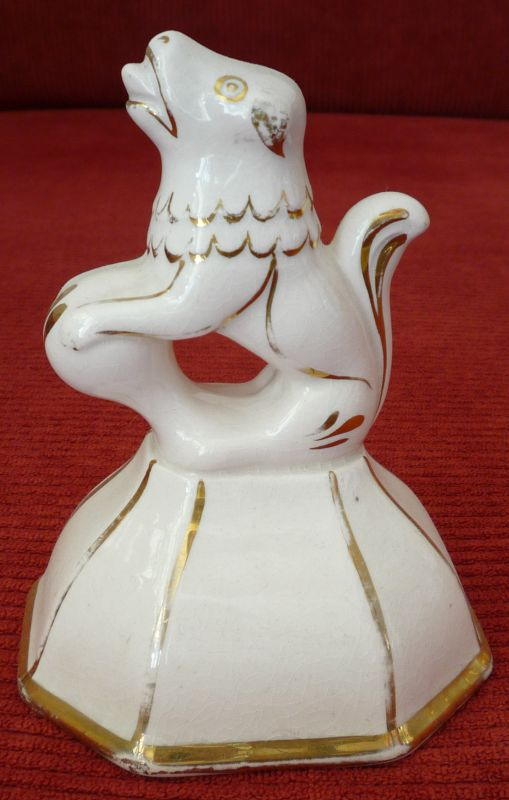
Figure d'un lion fait en 1910 par un ouvrier pour son fils (habituellement, les ouvriers ont fait ces articles pour leurs enfants)
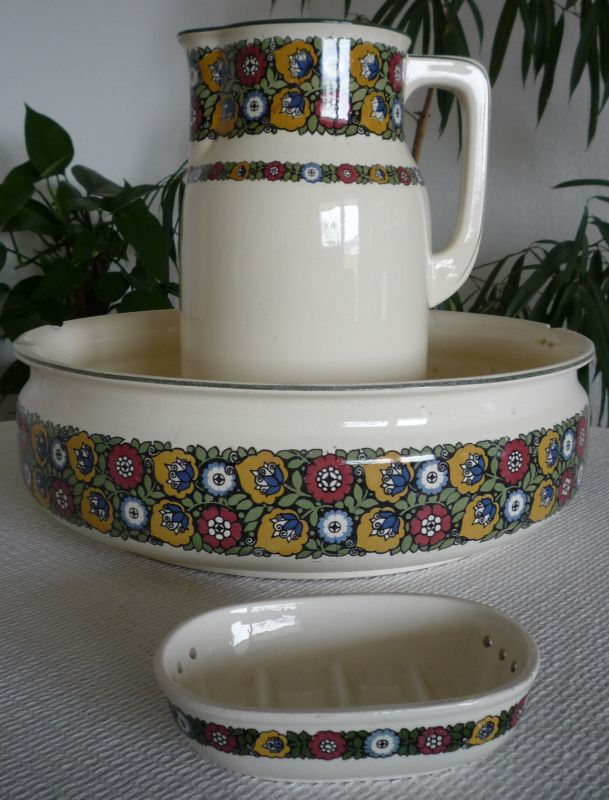
Porte-savon, bassin et cruche pour lavabo modèle « Drina » (début du XXe siècle)
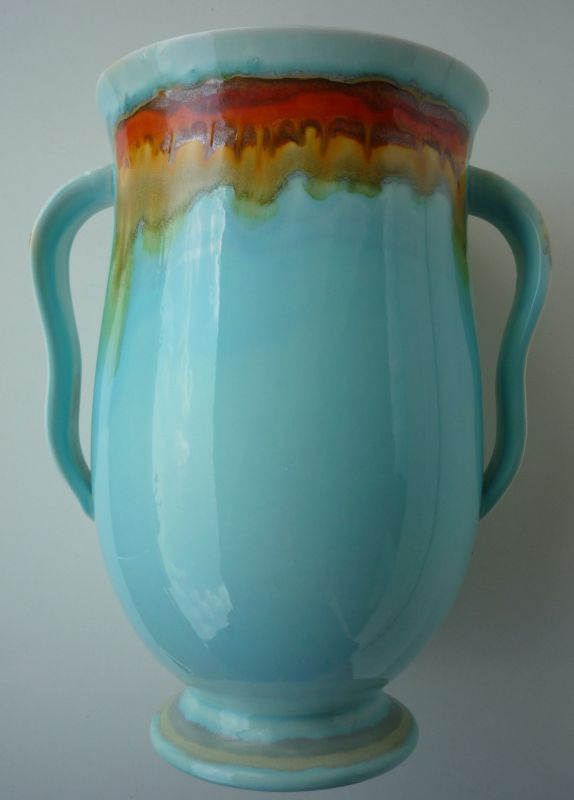
Vase modèle « Adria », c. 1934
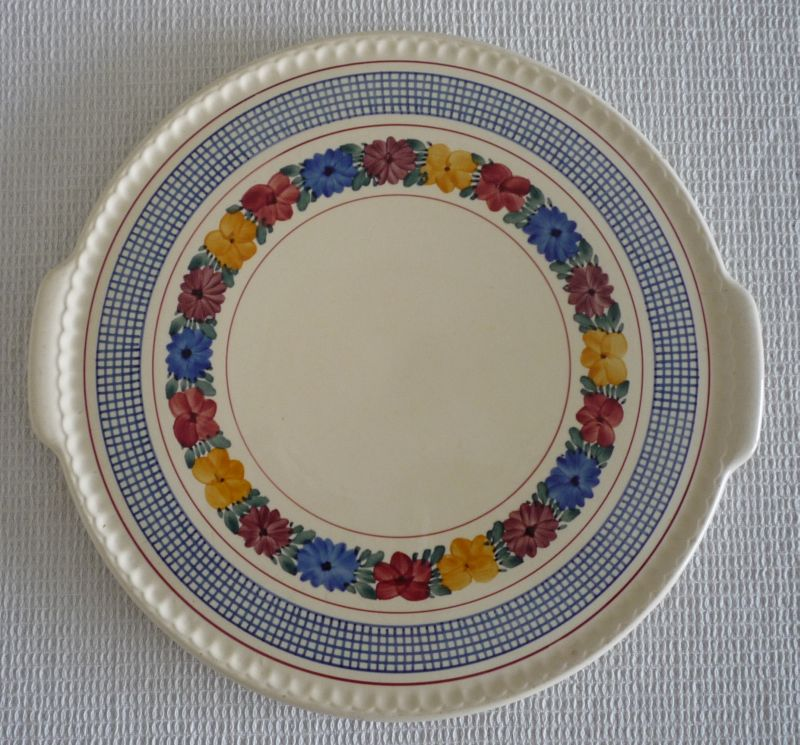
Plat à gâteau modèle « Goslar », c. 1935
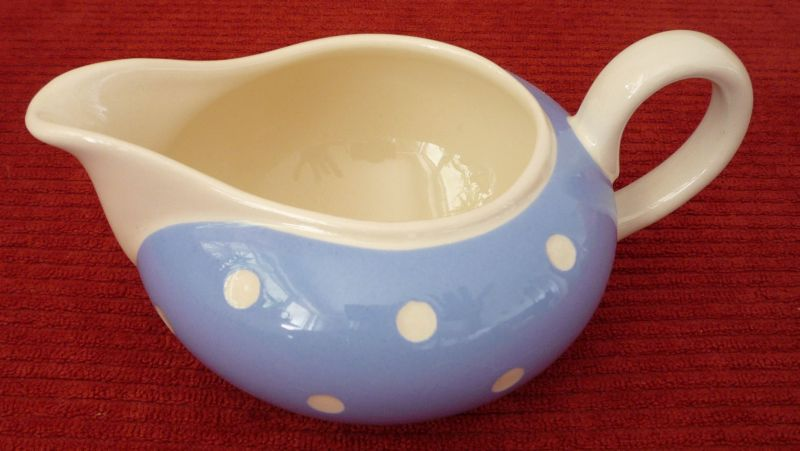
Crémier modèle « Doris », env. 1930
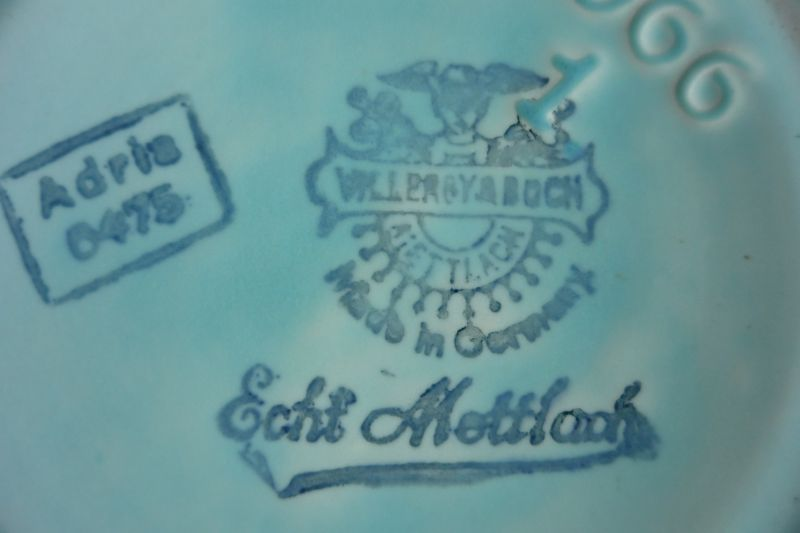
Logo de l'entreprise au fond d'un vase, c. 1934
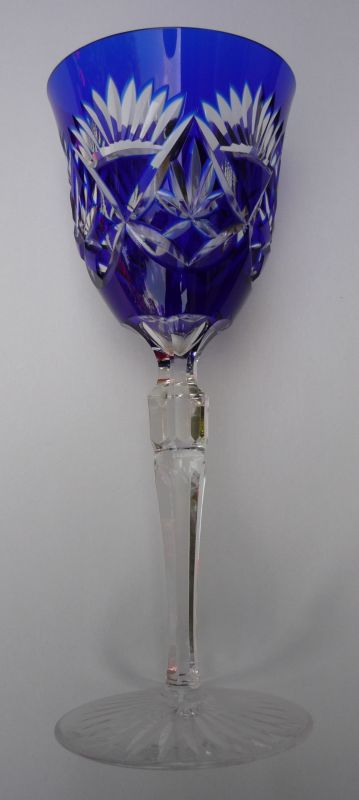
Verre de cristal, fabriqué à Wadgassen

## Investissements existants
- 13 sites de production (en Europe et en Thaïlande)
- 3 700 points de vente consacrés aux Arts de la Table dans le monde.
- Assortiment présent dans 125 pays à travers leurs propres sociétés de distribution et des importateurs[7].

## Quelques implantations françaises ou proches
- Valence d'Agen en Tarn-et-Garonne, 202 salariés
- La Ferté-Gaucher en Seine-et-Marne, V&B Fliesen GmbH, fermeture du site en octobre 2020[8]

En Sarre :
- Siège social à Mettlach, dans l'arrondissement de Merzig-Wadern.